# Sarah Thankam Mathews
Pour les articles homonymes, voir Mathews.
Sarah Thankam Mathews est une auteure et romancière indo-américaine. Son premier roman, All This Could Be Different, a été finaliste du National Book Award for Fiction 2022. Elle a également créé une organisation d'entraide locale à Brooklyn pendant la pandémie de Covid-19.

## Biographie
Sarah Thankam Mathews naît à Bangalore, en Inde. Ses parents déménagent rapidement à Mascate, la capitale d'Oman, où elle grandit dans une enclave indienne très unie.
Elle déménage dans le Wisconsin avec sa famille à l'âge de 17 ans,,.
Elle est membre de la promotion 2017 à l'Université du Wisconsin-Madison. À Madison, elle est présidente de la Direction syndicale du Wisconsin,.
Elle vit à Milwaukee de 2013 à 2014.
Elle commence sa carrière dans la politique progressiste dans un cabinet d'affaires publiques à Washington DC. Puis elle quitte son emploi pour poursuivre un master en beaux-arts en écriture.
Après avoir obtenu son MFA, elle occupe de nombreux emplois indépendants à New York, notamment dans la conception graphique, la conception Web, la gestion de projet, la rédaction indépendante et en tant qu'assistante personnelle,. Mais elle perd son travail et ses revenus lors de la pandémie de Covid-19. Elle est au chômage, ce qui met en danger son processus de naturalisation américaine. C'est à cette époque qu'elle écrit son premier roman et crée en même temps une organisation d'entraide.
Elle vit actuellement à Brooklyn et considère le Kerala comme sa maison ancestrale.

## Carrière d'écrivain
En 2020, Sarah Thankam Mathews est boursière à l'Asian American Writers' Workshop et à l'Iowa Writers' Workshop,,.
Elle reçoit également le prix The Best American Short Stories 2020,,.
Elle travaille sur un roman pendant sept ans – qu’elle utilise pour sa thèse de master – et le met finalement de côté,. Elle l'appelle désormais « Novel Zero ».
Le prochain roman sur lequel elle travaille, All This Could Be Different, devient son premier roman et est publié en 2022.

### All This Could Be Different
En 2022, elle publie son premier roman All This Could Be Different. Le roman est salué par la critique et est finaliste aux National Book Awards 2022,. Elle ne reçoit pas ce prix, qui n'a jamais été remporté par un auteur sud-asiatique. Le livre est également sélectionné pour le Discover Prize et le Aspen Words Literary Prize. Il est enfin choisi par la rédaction du New York Times et désigné comme meilleur livre de l'année par NPR, Vogue, Vulture et The Los Angeles Times.
Le roman est centré sur une protagoniste queer sud-asiatique qui navigue dans l'amour, l'amitié et la carrière à Milwaukee pendant la Grande Récession et la présidence Obama,,. Certains éléments reflètent la propre vie de l'auteure en tant qu'immigrante queer sud-asiatique aux États-Unis.
Elle commence à écrire le roman à l'été 2020, alors qu'elle a 29 ans et qu'elle survit grâce aux allocations de chômage pendant la pandémie de Covid-19. Elle le rédige au moment même où elle lance une organisation d'entraide appelée Bed-Stuy Strong.

## Engagement
Pendant la pandémie de Covid-19, elle contribue à la création de Bed-Stuy Strong, une organisation d'entraide locale qui collecte 1,2 million de dollars pour servir sa communauté basée à Brooklyn. Cette idée lui vient en discutant avec son voisin, originaire de Bedford-Stuyvesant, alors que les cas de Covid-19 et les quarantaines commencent tout juste à augmenter aux États-Unis. Elle crée un réseau Slack qu'elle commercialise via des dépliants de quartier.
L’organisation aide finalement 28 000 personnes vivant à Brooklyn qui souffrent de la crise alimentaire pendant la pandémie. Le principal service d'aide de l'organisation est la livraison de courses,.

## Œuvres
- 2018 : The Love Song of G. Madhvi Suresh. Platypus Press Shorts.
- 2022 : All This Could Be Different. New York: Viking.  (ISBN 9780593489123)